# Forma de mercado

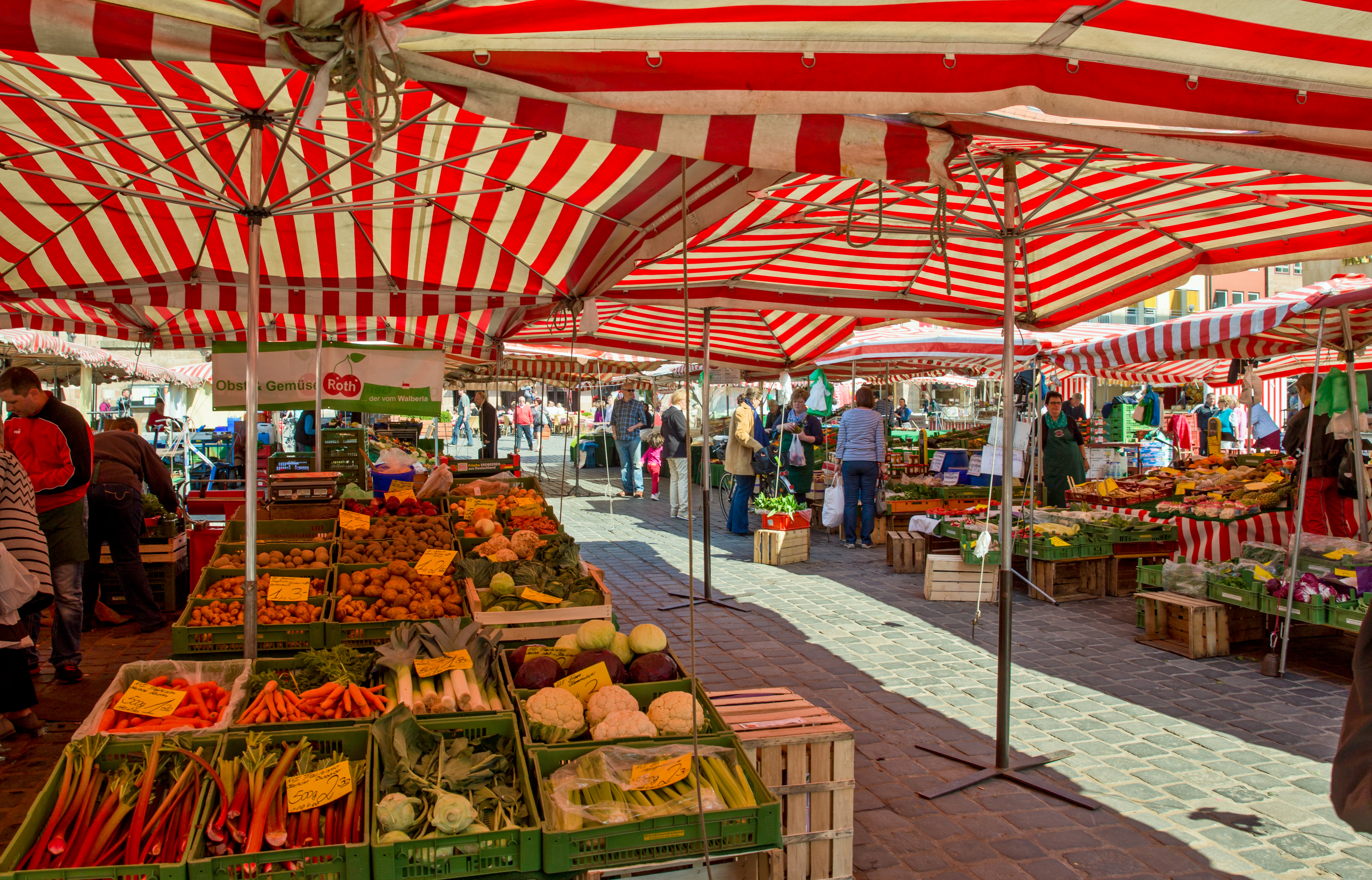
O mercado primário em Nuremberg.

Na economia, as estruturas de mercado ou formas de mercado descrevem os mercados e seus componentes, definindo a capacidade e a possibilidade de se operar tais em concorrência ou não no mercado. O estudo das formas de mercado avalia o tamanho e a capacidade que tem uma empresa para deter poder de mercado e definir o preço de um produto homogêneo. Às vezes as condições para a deter poder de mercado são restritas, existindo muito poucos mercados com o pleno poder. Portanto algumas estruturas podem servir somente como ponto de referência para avaliar outros mercados no mundo real.

## Formas de mercado
- Concorrência monopolística, também chamado mercado competitivo, onde há um grande número de empresas, cada uma com uma pequena proporção da participação de mercado e produtos ligeiramente diferenciados.
- Oligopólio, em que um mercado é dominado por um pequeno número de empresas que, juntas, controlam a maioria da quota de mercado.
- Duopólio, um caso especial de um oligopólio com duas empresas.
- Oligopsônio, um mercado, onde muitos vendedores podem estar presentes, mas encontram poucos compradores.
- Monopólio, onde existe apenas um fornecedor de um produto ou serviço.
- Monopólio natural, um monopólio em que economias de escala para aumentar a eficiência causar continuamente com o tamanho da empresa. Uma empresa é um monopólio natural se ele é capaz de servir toda a demanda do mercado a um custo menor do que qualquer combinação de duas ou mais empresas menores e mais especializadas.
- Monopsônio, quando há apenas um comprador no mercado.
- A Concorrência perfeita é uma estrutura de mercado teórica descreve mercados em que nenhum participante tem tamanho suficiente para ter o poder de mercado para definir o preço de um produto homogêneo.[1]

A estrutura de concorrência imperfeita é bastante idêntica às condições de mercado realistas, onde alguns concorrentes monopolistas, monopólios, oligopólios e duopolistas existem e dominam as condições de mercado. Os elementos da estrutura do mercado incluem o número, a distribuição, o tamanho das empresas, condições de entrada, e a extensão da diferenciação de seus produtos.
Estas preocupações um tanto quanto abstratas tendem a determinar alguns, mas não todos os detalhes de um concreto e específico sistema de mercado onde compradores e vendedores realmente conhecem e comprometer-se ao comércio. A competição é útil, pois revela a demanda real do cliente e induz o vendedor (operador) para fornecer níveis de serviço de qualidade e níveis de preço que os compradores (clientes) querem, tipicamente sujeitos à necessidade financeira do vendedor para cobrir seus custos. Em outras palavras, a concorrência pode alinhar os interesses do vendedor com os interesses do comprador e pode causar ou revelar seu verdadeiro custo e outras informações privadas do vendedor. Na ausência de concorrência perfeita, três abordagens básicas podem ser adotadas para lidar com problemas relacionados ao controle do poder de mercado e a assimetria entre o governo e o operador em relação aos objetivos e informações: (a) sujeitando o operador às pressões da concorrência, (b) coleta de informações sobre o operador e do mercado, e (c) aplicação de regulação por incentivos.
| Estruturas de mercado      | Barreiras de entrada á vendedores | Número de vendedores | Barreiras de entrada á compradores | Número de compradores |
| -------------------------- | --------------------------------- | -------------------- | ---------------------------------- | --------------------- |
| Concorrência perfeita      | Não                               | Muitos               | Não                                | Muitos                |
| Concorrência monopolística | Não                               | Muitos               | Não                                | Muitos                |
| Oligopólio                 | Sim                               | Poucos               | Não                                | Muitos                |
| Oligopsônio                | Não                               | Muitos               | Sim                                | Poucos                |
| Monopolio                  | Sim                               | Um                   | Não                                | Muitos                |
| Monopsônio                 | Não                               | Muitos               | Sim                                | Um                    |

A seqüência correta da estrutura de mercado do maior até a de menor concorrência é a que segue concorrência perfeita, concorrência imperfeita, oligopólio e monopólio puro.
Os principais critérios pelos quais se pode distinguir entre diferentes estruturas de mercado são: o número e o tamanho dos produtores e consumidores no mercado, o tipo de bens e serviços comercializados, e o grau em que a informação possa fluir livremente.